# Port lotniczy Kłajpeda
Port lotniczy Kłajpeda (lit. Zoknių oro uostas, kod ICAO: EYKL, kod IATA KLJ) – port lotniczy zlokalizowany 7 kilometrów na wschód od Kłajpedy (Litwa). Obsługuje połączenia krajowe.